# Medina Dixon
Medina Dixon (Boston, 2 novembre 1962 – 8 novembre 2021) è stata una cestista statunitense.

## Carriera
Con gli Stati Uniti ha disputato i Campionati americani del 1989, i Campionati mondiali del 1990 e i Giochi olimpici di Barcellona 1992.

## Palmarès
- Campionessa NCAA (1985)